# Joseph Gillet
Pour les autres membres de la famille, voir Famille Gillet.
Joseph Gillet, né le 20 novembre 1843 à La Guillotière (Rhône) et mort le 9 avril 1923 à Paris, est un industriel et banquier français.

## Biographie
Il est le fils aîné de François Gillet (1813-1895), industriel textile, fondateur des Établissements Gillet, et de Marie Pierron (1812-1892), fille de Claude-Marie Pierron (1786-1846), propriétaire cultivateur et maire de Saint-Clément-sur-Valsonne (Rhône). 
Joseph Gillet commença son éducation à l'Institution des Chartreux où il resta de 11 à 13 ans, mais pour cause de maladie, il doit suivre les cours de chimie du professeur Lambert de la Martinière à domicile de 13 à 15 ans. Ensuite, en 1862, pendant deux semestres, il poursuit des études de chimie à l’École de chimie et au laboratoire de Frésénius à Wiesbaden. Il fit enfin son apprentissage de teinture à Crefeld.
Il devient associé avec son père dans les Établissements Gillet en 1869. À son retour à Lyon, il n’a de cesse de développer l’entreprise, notamment grâce à de nouveaux secteurs comme les soies artificielles.
Il entre dans le capital de la Société chimique des usines du Rhône et de Kuhlmann.
Avec Jules Raulin et Edmond Coignet, Joseph Gillet participe à la relance de l’École supérieure de chimie industrielle de Lyon en 1883.  
Il fait partie d'un groupe d'amis comprenant Félix Mangini, Édouard Aynard et Auguste Isaac, baptisée la « bande à Aynard ». Avec l'abbé Camille Rambaud, ils constitue un groupe de bienfaiteurs et d'entrepreneurs qui investissent significativement dans les œuvres de bienfaisance de la région lyonnaise. 
Joseph Gillet meurt le 9 avril 1923 à Paris. Ses obsèques ont lieu le 13 avril 1923 à l'église Saint-Joseph des Brotteaux, des milliers de personnes y assistent. Ses funérailles sont célébrés par Louis-Joseph Maurin, archevêque de Lyon, en présence notamment de sa famille ; d'Auguste Isaac, ancien ministre et député du Rhône ; de Joseph Canal, préfet du Rhône ; d'Édouard Herriot, maire de Lyon ; de Pradel, président de la Chambre de commerce de Lyon ; de William Loubat, procureur général ; de Joseph-Eugène Brizon, président du conseil d'administration des Hospices civils de Lyon ; de Jacques Cavalier, recteur de l'Académie de Lyon ainsi que de Jean Coignet, Paul Duquaire et Antonin Gourju, sénateurs du Rhône et Alphonse Gourd et Pierre Pays, députés du Rhône. Son éloge funèbre fut prononcée par M. Isaac. Il est inhumé le jour même au cimetière de Bully.

## Fonctions

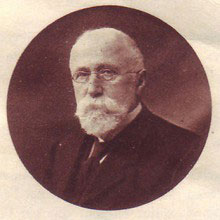

## Fonctions[5]

### Entreprises
- Directeur des Établissements Gillet.
- 1869 : Associé des Établissements Gillet et fils.
- 1879 : Administrateur de la Compagnie des produits chimiques d'Alais et de la Camargue.
- 1906 : Vice-président du Crédit lyonnais.
- 1923 : Associé non-gérant de la société Balaÿ & Cie à Saint-Étienne.

### Sociétés savantes
- 1917 : Fondateur et premier président de la Fondation scientifique de Lyon et du Sud-Est (actuelle Fondation pour l’Université de Lyon).
- 1872 : Membre fondateur de la Société botanique de Lyon (absorbée par la Société linnéenne de Lyon en 1922).
- 1873 : Membre fondateur de la Société de géographie de Lyon.
- 1876 : Membre de la Société d'économie politique de Lyon.
- Membre de l'Académie des sciences, belles-lettres et arts de Lyon.

### Autres
- 1877 - 1882 puis 1889 - 1912 : Membre de la Chambre de commerce de Lyon.
- 1923 : Vice-président du conseil d'administration de l'École de commerce de Lyon.
- Président de l'Union des producteurs et consommateurs de matières colorantes.
- Président du comice agricole de L'Arbresle (Rhône).
- Membre fondateur du musée des Tissus de Lyon.

## Mandat

### Mandat local
- Conseiller municipal de Bully.

## Famille
Joseph Gillet se marie le 24 août 1865 dans le 2e arrondissement de Lyon avec Mathilde Perrin (1845-1908), fille de Gilbert Perrin, notaire à Firminy. De ce mariage naîtront quatre enfants :
1. Marguerite Gillet (1866-1959), mariée à Henri Balaÿ (1865-1928), administrateur de sociétés et neveu de Francisque Balaÿ, industriel, agronome et député de la Loire.
2. Edmond Gillet (1873-1931), industriel, président du Comptoir des Textiles Artificiels (CTA) et du Syndicat des Textiles artificiels, administrateur de sociétés (Crédit lyonnais, Rhône-Poulenc, Compagnie des produits chimiques d'Alais et de la Camargue, etc.), régent de la Banque de France, maire de Bully de 1925 à 1931, marié à Léonie Clémence Marie-Josèphe Motte (1883-1965), fille d'Albert Motte (1858-1918), président de société (Mines de Lens) et nièce d'Eugène Motte, industriel et député du Nord.
3. Paul Gillet (1874-1971), président de Progil, administrateur de sociétés (Pechiney), conseiller de la succursale de la Banque de France à Lyon, collectionneur d'art, marié à Marguerite Blanchet (1885-), nièce de Victor Blanchet, industriel et député de l'Isère.
4. Charles Gillet (1879-1972), industriel, marié à Marcelle Garin (1885-), fille de l'avocat Joseph Garin (1851-1919).

## Décoration

### Décoration française
- Chevalier de la Légion d'honneur (28 octobre 1889).

## Collection de tableaux
Au musée des beaux-arts de Lyon sont exposées des œuvres qu'il a léguées, dont des tableaux de Corot, Gustave Courbet, Honoré Daumier, Eugène Delacroix, Ingres, et des sculptures de Carriès et Guillaume Coustou.

## Hommage
- Le quai Joseph Gillet dans le 4e arrondissement de Lyon a été baptisé en son honneur[7],[8].

## Pour approfondir